# Vimines
Vimines település Franciaországban, Savoie megyében. Lakosainak száma 2304 fő (2022. január 1.). Vimines Aiguebelette-le-Lac, Attignat-Oncin, Cognin, Lépin-le-Lac, Saint-Cassin, Saint-Sulpice és Saint-Thibaud-de-Couz községekkel határos.

## Népesség
A település népessége az elmúlt években az alábbi módon változott:
| Lakosok száma | 1884 | 1965 | 2037 | 2028 | 2059 | 2114 | 2172 | 2236 | 2304 |
|               | 2013 | 2015 | 2016 | 2017 | 2018 | 2019 | 2020 | 2021 | 2022 |